# Подсолнухи (фильм)
«Подсолнухи» (итал. I girasoli) — совместный итало-франко-советский кинофильм режиссёра Витторио де Сика с участием Софи Лорен и Марчелло Мастроянни.

## Сюжет
Джованна ищет информацию о своем муже Антонио, пропавшем без вести в Советском Союзе во время отступления в 1943 году, но военные власти и Министерство обороны не могут дать ей точную информацию, и она, не допуская, что её муж может быть мертв, решает уехать в Москву, чтобы разыскать его лично.
Их история началась в Неаполе, где по предложению Джованны состоялась свадьба, чтобы предотвратить отъезд 32-летнего Антонио на войну в Африку; ведь жених имел право на двенадцатидневный отпуск для новобрачных, а Джованна надеялась, что тем временем война может закончиться. Антонио, закоренелый холостяк, соглашается: после свадьбы они отправляются на двенадцать дней в его дом в провинции Ломбардия.  Чтобы не идти на войну, супруги разыгрывают спектакль с нападением Антонио на Джованну, после чего Антонио помещают в сумасшедший дом.
Однако план раскрыт, и, чтобы не попасть под военный трибунал, Антонио вынужден пойти добровольцем на восточный фронт, в Россию. В конце войны, на миланском вокзале, Джованна встречает солдата, бывшего рядом с Антонио во время отступления с Дона. Ветеран рассказывает об их уничтоженном отряде, об атаках Красной Армии, о невзгодах, голоде и холоде, а также об Антонио, который, слишком ослабев, чтобы продолжать бежать, отпускает своего друга, который поддерживал его последние несколько дней, и падает в снег.
Ветеран не может сказать женщине, мёртв ли Антонио или выжил, а  Джованна чувствует, что он жив и решает ехать в Советский Союз на его поиски. По прибытии в столицу её сопровождает представитель МИД СССР, они направляются в места, где воевали итальянцы, на поля подсолнечника, где во время войны были похоронены солдаты и мирные жители. Там, на краю поля подсолнухов он читает стихотворение «Итальянец» Михаила Светлова , высеченное на надгробии, расположенном на огромном кладбище итальянских солдат.
Джованна  продолжает поиски в одиночку, наконец прибывая в город, где некоторые пожилые дамы, увидев фотографию Антонио, указывают на избу, где живёт Маша, молодая женщина с маленькой дочерью, которая, увидев Джованну, приветствует её, говоря «buongiorno».
Маше, обеспокоенной и напуганной приездом Джованны, удаётся объяснить, что она нашла Антонио умирающим в снегу и что он потерял память. Вместе с Джованной Маша идёт на железнодорожную станцию, и здесь она видит Антонио, вышедшего из вагона, и он узнаёт её и тогда Джованна понимает, что он сам выбрал остаться в СССР. Охваченная отчаянием, она быстро садится в поезд, не сказав ему ни слова, и, убитая горем, возвращается в Италию.
Некоторое время спустя Антонио приезжает в Италию и звонит Джованне, которая тем временем переехала в Милан, но она отказывается от встречи с ним, говоря, что теперь живёт с другим мужчиной. Однако, когда он звонит второй раз, Джованна решает встретиться с ним и даёт ему свой адрес. Антонио предлагает ей бежать вместе, но она отказывается, потому что не хочет портить жизнь двум детям, ведь после возвращения в Италию у неё завязались отношения с коллегой по фабрике, где она работает, родился ребёнок, которого она назвала Антонио. На следующее утро Джованна провожает Антонио на вокзале.

## В ролях
- Софи Лорен — Джованна (дублировала Лариса Данилина)
- Марчелло Мастроянни — Антонио, первый муж Джованны (дублировал Феликс Яворский)
- Людмила Савельева — Мария, вторая жена Антонио
- Гунар Цилинский — работник советского министерства
- Галина Андреева — Валентина Ивановна, председатель профокма
- Анна Карена — мать Антонио (дублировала Нина Зорская)
- Надежда Чередниченко — русская крестьянка
- Германо Лонго — Этторе, второй муж Джованны (дублировал Юрий Боголюбов)
- Глаучо Онорато — итальянский солдат, вернувший после войны, однополчанин Антонио (дублировал Николай Граббе)
- Сильвано Транквилли — итальянский рабочий в СССР (дублировал Пётр Глебов)
- Мариза Траверси — вокзальная проститутка (дублировала Антонина Кончакова)
- Джанни Бортолотти — итальянский чиновник
- Александра Денисова — прохожая (нет в титрах)
- Валентина Ананьина — соседка Марии (нет в титрах)
- Елена Вольская — соседка Марии (нет в титрах)
- Раиса Сазонова — женщина в поезде (нет в титрах)
- Алла Будницкая — продавщица мехов в ГУМе (нет в титрах)

## Награды и номинации
- 1970 — премия «Давид ди Донателло» лучшей актрисе (Софи Лорен)[2].
- 1971 — номинация на премию «Оскар» за лучшую оригинальную музыку к фильму (Генри Манчини).

## Съёмки фильма
- Съёмки фильма происходили в СССР, в частности, в селе Чернечий Яр Полтавской области Украинской ССР[3].
- Сцена, где героиня Софи Лорен расспрашивает о своём женихе в русской деревне, снималась в деревне Захарково[4]. Сцена отступления итальянцев под Сталинградом снималась на льду Волги у села Городня Конаковского района Калининской области.[источник не указан 3327 дней]
- В кадре (московские съёмки) можно видеть станцию метро «Ленинские горы», Эскалаторную галерею, ГУМ, Храм Архангела Михаила в Тропарёво. Позднее (1975) та же церковь появляется в известном фильме «Ирония судьбы, или С лёгким паром!». Сцена в русской деревне снималась в Коломенском.
- Сцена, где Джованна выходит из дома и идёт на железнодорожную станцию, — Канатчиковский проезд. Сцена на станции, где Джованна садится в поезд, — станция Канатчиково.
- Сцена, где Джованне показывают дом итальянца, снималась в музее—заповеднике «Коломенское», когда ещё сохранялись частные дома работников колхоза «Огородный гигант», располагавшегося на землях, впоследствии отошедших музею-заповеднику. Джованна идёт сквозь Спасские ворота музея—заповедника к дому, куда вскоре со смены должен вернуться Антонио[5].

## Факты
- Первоначально премьера фильма должна была состояться 8 марта 1970 года в Москве, однако из-за требований советской стороны внести изменения в уже смонтированную картину (убрать кадры с кладбищем итальянских солдат) премьера состоялась 13 марта 1970 года в Риме.